# 南部町 (青森縣)
南部町（日语：／ Nanbu chō */?）是位於日本青森縣東南部的町，隸屬於三戶郡。町名源自於南部氏的始祖南部光行。馬淵川流經中心地區並往東流，當地人口則集中在馬淵川沿岸與青森鐵道線車站的周邊地區。南部町在中世紀為南部氏領地的中心地，在戰國時代末期則是南部藩的發源地，轄區內保留很多與南部氏相關的歷史遺跡。當地以果樹栽培的農業為主，並生產櫻桃、西洋梨、中國李、可食用菊等農產品。

## 地理
南部町境內約48.1%的面積被山林與原野覆蓋，29%的土地為農業用地。西南部的名久井岳位於名久井岳縣立自然公園的範圍內。

### 氣候
南部町的年均溫約為10℃，年均降雨量則約1080毫米。12月至隔年2月受到西北季風的吹拂，氣溫多維持在0℃以下。6月中旬當地進入梅雨季，且同時受到挾帶涼冷潮濕空氣的東北風吹拂。降雪期落在12月至隔年3月，平原地區的積雪深度僅約10公分，山區的降雪量則可超過1公尺。

## 歷史
南部町在古時候便有人類定居，境內曾發掘出許多屬於繩紋時代早期的遺跡。文治5年（1189年），甲斐國的南部光行因在奧州合戰中立下戰功，而被源賴朝授予陸奧國的糠部五郡。建久2年（1191年），南部光行入主現今南部町的相内地區，並於隔年建立平良崎城。而南部氏則以聖壽寺館為中心統治南部町在內的糠部地區。但聖壽寺館於天文8年（1539年）在南部氏內部的衝突中被燒毀。之後南部氏的當主南部晴政於永祿年間（1558年至1570年）在三戶地區興建三戶城，並於天正18年（1590年）成為南部氏的居城。
昭和30年（1955年）4月1日，地引村與田部村合併成福地村。4月20日，平良崎村與向村合併成南部村。同年的7月29日，名久井村與北川村合併成名川町。昭和34年（1959年），南部村改制為南部町。2004年（平成16年），名川町、南部町與福地村合併成現今的南部町。

## 行政
現任町長工藤祐直於2006年2月當選為初任南部町町長，並在2022年1月於選舉中第5次成功連任，其任期將持續至2026年2月。

## 產業

### 郵政

#### 收集和遞送據點
- 郵便事業八戶西分店 
  - 三戶收集和遞送中心
  - 名川收集和遞送中心
  - 上名久井收集和遞送中心
  - 福地收集和遞送中心

#### 郵政局
- 名川郵政局（84048）
- 三戶車站前郵政局（84086）
- 上名久井郵政局（84130）
- 福地郵政局（84145）
- 諏訪平郵政局（84159）
- 下名久井簡易郵政局（84721）
- 門前簡易郵政局（84725）
- 沖田面簡易郵政局（84743）
- 三戶相內簡易郵政局（84744）
- 名久井中町簡易郵政局（84778）
- あかね簡易郵政局（84781）
- 鳥舌內簡易郵政局（84792）

## 地域

### 管轄警察署
- 三戶警察署管轄 
  - 南部駐在所
  - 名川駐在所　※：於2007年（平成19年）3月末，劍吉駐在所被廢除，由名川管轄整個地區。
  - 福地駐在所

※：於2006年（平成18年）4月1日，由於青森縣警警察署重組計畫，原本由八戶警察署管轄的舊福地村的地域及南部町全域由三戶警察署所管轄。

### 管轄消防署
- 八戶地域廣域市町村圈事務工會三戶消防署
- 八戶地域廣域市町村圈事務工會三戶消防署名川分署
- 八戶地域廣域市町村圈事務工會三戶消防署福地分遣所

### 教育

#### 高校
- 青森縣立南部工業高校
- 青森縣立名久井農業高校

#### 中學
- 南部町立南部中學
- 南部町立名川中學
- 南部町立福地中學
- 南部町立杉澤中學

#### 小學
- 南部町立南部小學
- 南部町立向小學
- 南部町立名久井小學
- 南部町立名川南小學
- 南部町立劍吉小學
- 南部町立福地小學
- 南部町立福田小學
- 南部町立杉澤小學

#### 金融機構
- 青森銀行劍吉分店
- 陸奥銀行南部分店
- 青森縣信用合作社 
  - 三戶分店南部辦事處
  - 名川分店

※：舊福地村地域沒有設置郵政局及JA以外的金融機關分店（青森銀行、陸奥銀行在舊福地村地域只有ATM)。

#### 其他主要機構
- 南部町營地方批發市場
- 南部町國民健康保險名川醫院

## 交通

### 鐵路
- 青森鐵道
  - 青森鐵道線：三戶站 - 諏訪平站 - 劍吉站 - 苫米地站

### 公共汽車
- 南部公共汽車
- 南部町多目的公共汽車（福地、南部地區行駛）
- 名川里公共汽車（名川地區行駛）

### 道路
- 一般國道 
  - 國道4號
  - 國道104號
- 縣道 
  - 主要地方道 
    - 岩手縣道、青森縣道33號輕米名川線
    - 青森縣道42號名川階上線

  - 一般縣道 
    - 青森縣道134號櫛引上名久井三戶線
    - 青森縣道143號南部田子線
    - 青森縣道152號三戶停車場線
    - 青森縣道155號劍吉停車場線
    - 青森縣道214號苫米地兔內線
    - 青森縣道222號赤石沖田面線
    - 青森縣道223號福田苫米地線
    - 青森縣道224號高瀨諏訪平線
    - 青森縣道227號名久井岳公園線
    - 青森縣道233號淺水南部線
    - 青森縣道258號三戶南部線

## 觀光

### 古蹟
- 南部安信之墓（本縣指定文物）－ 南部氏第二十三代當主安信之墓（页面存档备份，存于）
- 南部信直夫妻墓地（本縣指定文物）－ 南部氏第二十六代藩主信直之墓地
- 南部利康靈堂（小向字正壽寺）（國家重要文物）－ 南部氏第二十七代藩主利直之第四子利康的靈堂（页面存档备份，存于）
- 南部利直靈堂（小向字正壽寺）（縣貴重寶物）－ 南部氏第二十七代藩主利直的靈堂（页面存档备份，存于）
- 聖壽寺館（本三戶城）遺跡（國家歷史遺跡）－ 直至被南部氏第二十四代當主晴政的家臣放火所燒毀而止的200年間為南部氏的本城。與周邊的馬場館、平良崎館、相內館等構成三戶城。（页面存档备份，存于）
- 三光寺 － 南部氏之菩提寺
- 惠光院 － 於1390年因長谷寺院呼叫而創立。
- 諏訪神社 － 南部氏於甲州糠部時歡請諏訪大明神而來。
- 本三戶八幡宮 － 為南部氏信仰據點之一。
- 白華山法光寺 － 於1279年（弘安2年）為當時執政的北條時賴所創立。其三重塔最為有名。
- 法師岡館遺跡 － 利用自然地形而興建的邸宅，為四戶南部氏族的邸宅。
- 杉澤館遺跡
- 嚴島神社 － 於1724年建立。
- 御獄神社 － 於1544年建立。
- 天狗杉（大向字長谷、惠光院） － 縣自然保護植物，樹齡約300年。樹幹的上部有帶化（石化）的跡象。（页面存档备份，存于）
- 爺杉（法光寺字法光寺） － 縣自然保護植物，樹齡約1000年。在法光寺開山之後不久就被種植。（页面存档备份，存于）
- 法光寺參道松並木（光寺字法光寺） － 縣自然保護植物，樹齡約300年。

### 觀光景點
- 長谷牡丹園 － 在3.3公頃內栽種了130品種8000株牡丹。
- 名久井岳縣立自然公園
- 名川櫻桃中心
- 乾花中心
- バーデハウスふくち － 村營溫泉施設。
- ふくち冰競技場 － 冰球比賽公認滑冰場。
- 福田溫泉

### 祭典
- 南部駒跳　－　約250年前傳下來的傳統文化藝術。
- 嚴島神社例大祭
- 御獄神社例大祭
- 苫米地神明宮例大祭
- 南部七踊全國大會
- 諏訪神社例大祭（名川秋祭）
- 名川春祭
- 名川秋祭
- 南部祭
- 南部夏季音樂節

## 本地出身的名人
- 泉山信一（企業家）：三八五小組創辦者
- 玉川善治（實業家）：生產人力舍執行董事兼社長
- 坂本サトル（歌手）
- 根市寬貴（原職業棒球選手 - 投手）：讀賣巨人⇒大阪近鐵野牛⇒東北樂天金鷹
- 坂本勉（競輪選手）：洛杉磯奧林匹克運動會單車比賽銅牌。
- 琴けい子（歌手）
- 久保田和泉（NHK青森放送局合約主持）
- 松村惠里（NHK青森放送局合約主持）
- 赤石佳美（聲優）
- 日向端隆壽（前床壽）
- 赤石清美（參議院議員）